# Polistes haugi
Polistes haugi är en getingart som beskrevs av François du Buysson 1906. Polistes haugi ingår i släktet pappersgetingar, och familjen getingar. Inga underarter finns listade i Catalogue of Life.